# NGC 5806
NGC 5806是一個位於室女座的中間螺旋星系，於1786年2月24日由出生於德國的英國天文學家威廉·赫歇爾所發現。該星系距銀河系約6800萬光年（21百萬秒差距），是NGC 5846星系組的一員。

## 超新星和假超新星

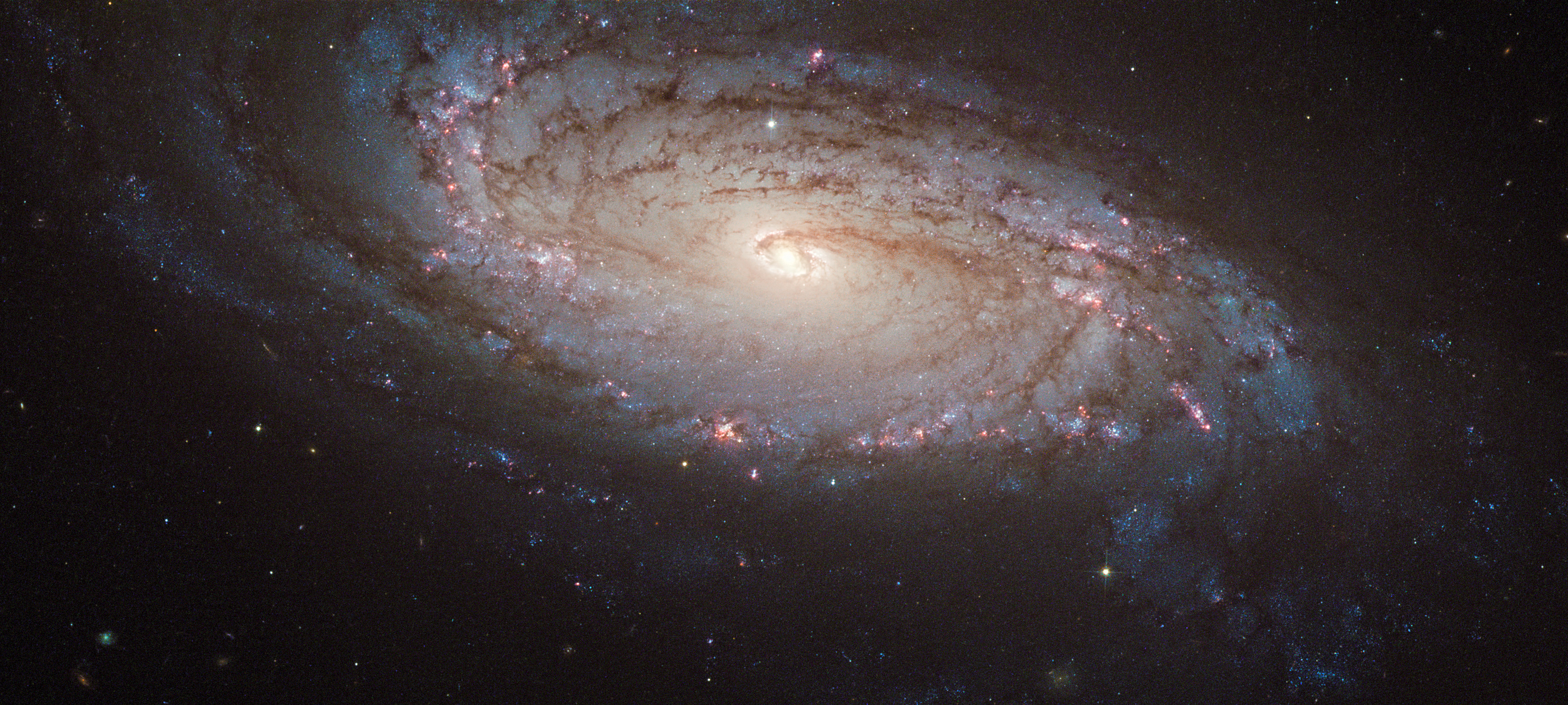
NGC 5806 中的超新星SN 2004dg

人類曾於NGC 5806中觀測到三個超新星與一個假超新星：
- SN 2004dg（II型，17.1等）由Associazione Ternana Astrofili于2004年7月19日發現。[8][6]SN 2004dg的爆發源並未被人類觀測到，可能是一顆質量及光度較低的紅超巨星。[7]
- SN 2012P（IIb型，15.0等）由Fabio Briganti於2012年1月24日發現。[9][10]該星體原本的分類為 Ib/c超新星，但其後修正為IIb超新星。[11] 其後的研究總結出爆發源的質量約為15.2个太阳质量。[12]
- iPTF13bvn（b型，17.2等）由帕洛馬瞬變工廠於2013年6月16日發現。[13][14]
- SN Hunt 248（又稱AT 2014ib）由卡塔莉娜实时瞬变源巡天（英语：Catalina Real-time Transient Survey）及斯坦·豪尔顿於2014年5月21日發現。其原本被編錄為超新星，但其後的分類改為假超新星。觀測數據顯示，爆發源是一顆溫度較低的特超巨星，其絕對星等約為−9等，亮度約為40萬倍太陽亮度，但在爆發後的最亮時刻達到8000萬倍太陽亮度。[15]其後的研究發現，該事件為一次亮紅新星。[16][17]

## 外部連結
- 维基共享资源上的相關多媒體資源：NGC 5806
- An LBV masquerading as a cool hypergiant（偽裝成特超巨星的亮藍變星）
- ESA/Hubble Picture of the Week showing SN 2004dg（哈勃太空望遠鏡的每週照片，顯示了SN 2004dg）